# 鲍里斯·拉夫列尼约夫
鲍利斯·安德列耶维奇·拉夫列尼约夫(俄语：Борис Андреевич Лавренёв，真姓Сергеев)1891年7月5日出生于赫尔松，1959年1月7日逝世于莫斯科。苏联作家，剧作家。

## 生平
拉夫列尼约夫出生于一个文学教师家庭，后就读于莫斯科大学法律系。在大学学习时创作诗歌并加入了一个名为Mezonin poezii的未来学家小组。他参加了第一次世界大战和俄国内战，在土库曼斯坦的战斗中担任一支装甲列车的指挥官，同时为红军军方报纸撰写文章。他的诗作和散文分别首次发表于1911年和1924年。所著小说《第四十一》曾两度被改编为电影。

## 荣誉
分别在1946年和1950年两次获得斯大林奖。
- 斯大林奖 一等 (1946) — 剧本 «为海上的人们祝福！» (1945)
- 斯大林奖 二等 (1950) — 剧本 «美国之音» (1949)

## 作品
小说
- 《风》（«Ветер»,1924）
- «Звездный цвет»,1924
- 《第四十一》(«Сорок первый»,1924)
- «Седьмой спутник»,1927
- «Гравюра на дереве»,1928
- «Рассказ о простой вещи»

剧本
- 《决裂》（«Разлом»，1928）
- «Песнь о черноморцах»，1943
- 《为海上的人们祝福！》（«За тех, кто в море»，1945）
- 《美国之音》（«Голос Америки»，政治剧本）